# Victor Henry
Victor Henry, född 1850, avliden 1907, var en fransk språkforskare.
Henry blev 1888 professor vid Sorbonne. Henrys verksamhet, vetenskapligt föga vägande, var av desto större betydelse för de språkvetenskapliga studierna i Frankrike. Hans mest kända språkvetenskapliga arbeten torde vara Précis de grammaire comparée du grec et latin (1888, 6:e utgåvan 1908), Précis de grammaire comparée de l'anglais et de l'allemand (1893, 2:a upplagan 1908), Lexique étymologique des termes les plus usuels du breton moderne (1900). Av hans omfångsrika men föga märkliga indologiska författarskap kan nämnas den tillsammans med Caland utgivna Agnioffret, Agnishtoma den indiske guden Agni.